# Catolé do Rocha (kommun)
Catolé do Rocha är en kommun i Brasilien.   Den ligger i delstaten Paraíba, i den östra delen av landet, 1 500 km nordost om huvudstaden Brasília. Antalet invånare är 28 766.
Följande samhällen finns i Catolé do Rocha:
- São Bento
- Catolé do Rocha

Omgivningarna runt Catolé do Rocha är huvudsakligen savann. Runt Catolé do Rocha är det glesbefolkat, med 16 invånare per kvadratkilometer.